# Iron Brigade (jeu vidéo)
Pour les articles homonymes, voir Iron Brigade.
Iron Brigade (également connu sous le nom de Trenched) est un jeu vidéo de tower defense et tir à la troisième personne développé par Double Fine Productions et édité par Microsoft Studios, sorti en 2011 sur Xbox 360 et Windows.

## Accueil
- 1UP.com : B[1]
- Destructoid : 8,5/10[2]
- GamePro : 4,5/5[3]
- GameSpot : 8/10[4]
- IGN : 9/10[5]
- Jeuxvideo.com : 17/20[6]
- Joystiq : 4,5/5[7]